# 5458 Aizman
5458 Aizman (1980 TB12) là một tiểu hành tinh vành đai chính được phát hiện ngày 10 tháng 10 năm 1980 bởi Chernykh, N. S. ở Nauchnyj.